# 美福門
美福門（びふくもん）は、平安京大内裏の外郭十二門のひとつである。左衛門府が警固を担当した。

## 概要
大内裏の南面、朱雀門の東、二条大路に面し、東壬生大路に向かう。大きさは5間、3戸、2閣で、屋根には鴟尾があり、東西各1間、東西2面とも粉壁だった。
延暦13年（794年）、宮城経営のとき越前国が造営し、壬生氏がこれを監したことがその名称の由来（みぶ → びふく）。当初は「壬生門」といった。弘仁9年（818年）、額を改め、弘法大師の筆額を掲げた。
永祚元年（989年）、大風で転倒。正暦4年（994年）7月、雷震で門柱を焼亡。寛弘4年（1007年）1月、藤原行成が詔を奉じて額字を修飾。長元7年（1034年）8月、大風で転倒。